# La Femme à abattre (film, 1993)
Pour les articles homonymes, voir La Femme à abattre et Une femme à abattre.
Pour plus de détails, voir Fiche technique et Distribution.
La Femme à abattre est un film français réalisé par Guy Pinon et sorti en 1993.

## Fiche technique
- Titre : La Femme à abattre
- Réalisation : Guy Pinon
- Scénario : Guy Pinon
- Photographie : Éric Gautier
- Décors : Roseanna Sacco
- Son : Didier Saïn
- Musique : Christian Lolito
- Production : Doinel Films
- Pays :  France
- Durée : 87 minutes
- Date de sortie : France - 7 juillet 1993

## Distribution
- Aurélien Recoing : Richard
- Marie Bunel : Élisabeth
- Patrick Lizana : Thomas
- Jean-Bernard Feitussi :joli Cœur
- Valérie Vogt : Nina
- Jacques Gamblin : Cow-boy
- Éric Prat : Farid
- Nicolas Silberg : Mayer